# Klaus Schatz
Klaus Schatz SJ (* 24. Februar 1938 in Simmern/Hunsrück) ist ein deutscher römisch-katholischer Priester, Theologe und Kirchenhistoriker.

## Leben
Klaus Schatz studierte nach dem Abitur von 1956 bis 1962 zunächst Geschichte und Latein an den Universitäten Mainz, München und Münster. Inspiriert durch seine Mitgliedschaft im Pauluskreis der Marianischen Kongregation um den Jesuitenpater Walter Mariaux, trat er 1962 in den Jesuitenorden ein und studierte nach dem zweijährigen Noviziat auf Schloss Eringerfeld weiter bis 1969 an der Philosophisch-Theologischen Hochschule Sankt Georgen. 1975 erwarb er ein Doktorat in Kirchengeschichte an der Päpstlichen Universität Gregoriana in Rom. Von 1975 bis 2006 lehrte er als Professor für Kirchengeschichte an der PTH Sankt Georgen. Er ist durch zahlreiche Publikationen zur Geschichte des Jesuitenordens, des Ersten Vatikanischen Konzils und des päpstlichen Primats bekannt. Einige seiner Werke sind in mehrere Sprachen übersetzt.
Er lebt in der Seniorenkommunität Peter-Faber-Haus in Berlin-Kladow.

## Schriften
- Kirchenbild und päpstliche Unfehlbarkeit bei den deutschsprachigen Minoritätsbischöfen auf dem I. Vatikanum (= Miscellanea historiae pontificiae. Nr. 40). Univ. Gregoriana, Rom 1975 (529 S.).
- Ignaz von Senestrey: Wie es zur Definition der päpstlichen Unfehlbarkeit kam. Tagebuch vom 1. Vatikanischen Konzil. Hrsg.: Klaus Schatz (= Frankfurter Theologische Studien. Nr. 24). Knecht, Frankfurt am Main 1977, ISBN 978-3-7820-0380-3 (162 S.).
- In dieser Kirche glauben. Hoffnungen, Erwartungen, Besinnungen. Echter, Würzburg 1982, ISBN 978-3-429-00762-1 (166 S.).
- Geschichte des Bistums Limburg (= Quellen und Abhandlungen zur mittelrheinischen Kirchengeschichte. Nr. 48). Gesellschaft für Mittelrheinische Kirchengeschichte, Mainz 1983, urn:nbn:de:hebis:30-1037430 (494 S.).
- Zwischen Säkularisation und Zweitem Vatikanum. Der Weg des deutschen Katholizismus im 19. und 20. Jahrhundert. Knecht, Frankfurt am Main 1986, ISBN 978-3-7820-0546-3 (344 S.).
- Der päpstliche Primat. Seine Geschichte von den Ursprüngen bis zur Gegenwart. Echter, Würzburg 1990, ISBN 978-3-429-01274-8 (230 S., Übers. ins Englische, Französische, Italienische, Griechische, Polnische, Spanische und Tschechische).
- Vaticanum I. 1869–1870 (= Konziliengeschichte. Reihe A, Darstellungen). Schöningh, Paderborn 1992, ISBN 978-3-506-74693-1 (3 Bände).
- Ultramontanismus, Bellum iustum und Kriegsdienstverweigerung (= Beiträge zur Friedensethik. Nr. 20). Kohlhammer, Stuttgart 1994, ISBN 978-3-17-013227-6 (37 S.).
- Von der europäischen Christenheit zur Weltkirche. Durchblicke durch die Missionsgeschichte der Neuzeit (15.–20. Jh.). Book on Demand, Frankfurt am Main 2003 (236 S.).
- Kirchengeschichte der Neuzeit (= Leitfaden Theologie. Band 2, Nr. 20). 3. Auflage. Patmos, Düsseldorf 2008, ISBN 978-3-491-70421-3 (203 S., Erstausgabe:  1989, Übers. ins Spanische).
- Allgemeine Konzilien. Brennpunkte der Kirchengeschichte (= UTB. Nr. 1976). 2. Auflage. Schöningh, Stuttgart 2008, ISBN 978-3-8252-1976-5 (360 S., Erstausgabe:  1997, Übers. ins Italienische, Spanische, Tschechische, Polnische und Ukrainische).
- Geschichte der deutschen Jesuiten (1814–1983). 5 Bände. Aschendorff, Münster 2013, ISBN 978-3-402-12964-7.
- „... Dass diese Mission eine der blühendsten des Ostens werde ...“ P. Alexander de Rhodes (1593–1660) und die frühe Jesuitenmission in Vietnam. Aschendorff, Münster 2015, ISBN 978-3-402-13100-8 (260 S., Übers. ins Vietnamesische).
- Geschichte der Schweizer Jesuiten (1947–1983) (= Geschichte der deutschen Jesuiten (1814–1983). Nr. 6). Aschendorff, Münster 2017, ISBN 978-3-402-13239-5 (378 S.).
- Jesuiten in Schweden (1879–2001). Aschendorff, Münster 2019, ISBN 978-3-402-13427-6 (194 S.).
- Geschichte der Österreichischen Provinz der Gesellschaft Jesu (1938–1983). Aschendorff, Münster 2022, ISBN 978-3-402-24924-6 (598 S.).
- Kirche der Einheit und der Reform. Gesammelte Aufsätze zum Ersten Vatikanischen Konzil und zum päpstlichem Primat. Aschendorff, Münster 2023, ISBN 978-3-402-25670-1.